# Sin tiempo ni ley
Sin tiempo ni ley (título original: The Outlaws) es un telefilme estadounidense de comedia de 1984, dirigido por James Frawley, escrito por Paul M. Belous y Robert Wolterstorff, musicalizado por Jerrold Immel, en la fotografía estuvo Dennis Dalzell y los protagonistas son Chris Lemmon, Charles Rocket y Charles Napier, entre otros. Este largometraje fue producido por Universal Television y se estrenó el 9 de julio de 1984.

## Sinopsis
Eugene Griswold es un hombre que vive en un barrio suburbano y trabaja ocho horas diarias, pero ya está cansado de trabajar. Más adelante, es parte de un plan para ganar mucho dinero prontamente, idea de su amigo inventor Stanley Flynn, aunque esto los termina llevando a la cárcel. Allí van a pasar por una sucesión de desventuras cuando estén atrapados en una rara fuga, ahora son fugitivos de la ley.